# Paraskevopoulos (cràter)

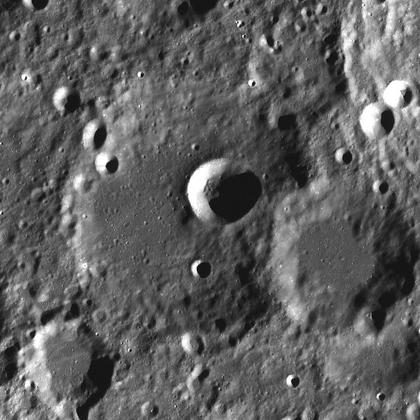
Fotografia de la missió Lunar Reconnaissance Orbiter

Paraskevopoulos és un vell cràter d'impacte pertanyent a la cara oculta de la Lluna, en les latituds més altes del nord. Es troba just al sud-oest del cràter més recent i una mica més gran Carnot. Al sud-oest es troba el cràter més petit Stoletov, i al sud-est apareix Fowler.

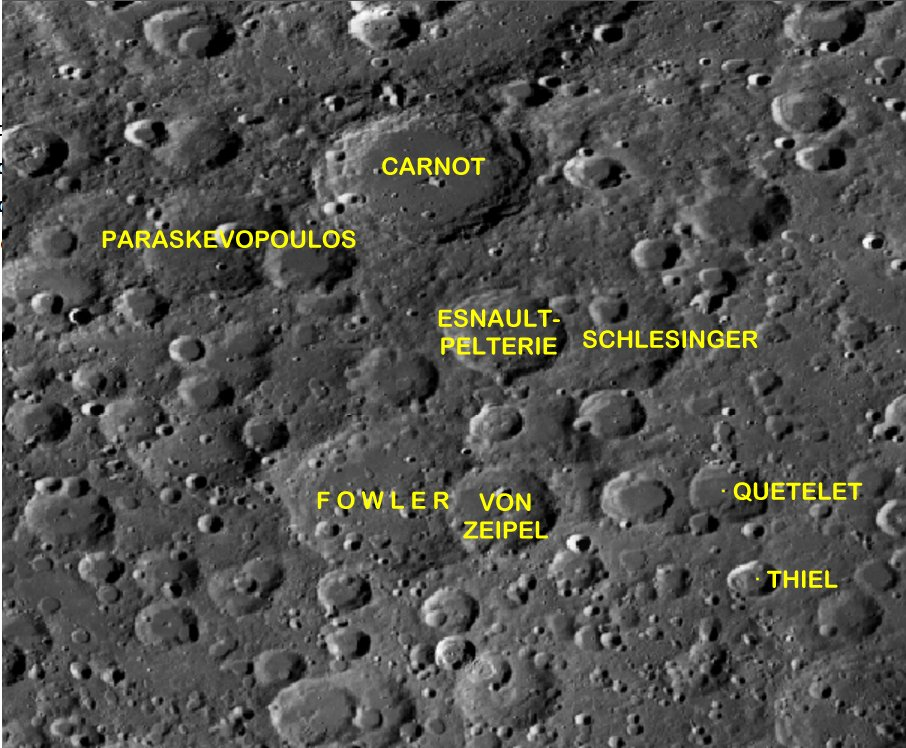
Localització de Paraskevopoulos (quadrant superior esquerre de la imatge)

Es tracta d'una formació de cràter molt erosionada, amb una vora arrodonida i irregular. El cràter satèl·lit Paraskevopoulos H travessa el sector oriental de la vora, i el més petit Paraskevopoulos I es troba en la part nord-est del sòl interior. El perfil de la vora està millor definit en els sectors nord i sud, i gairebé desgastat per complet en l'oest. El sòl interior restant és relativament pla i manca de trets significatius, amb solo un parell de cràters petits en els costats nord-oest i sud-est del brocal.

## Cràters satèl·lit
Per convenció aquests elements són identificats en els mapes lunars posant la lletra en el costat del punt mitjà del cràter que està més proper a Paraskevopoulos.
|                 | \| Paraskevopoulos \| Coordenades \| Diàmetre \| \| --------------- \| -------------------------------------- \| -------- \| \| E \| 50° 36′ N, 149° 24′ O / 50.6°N,149.4°O \| 24 km \| \| H \| 49° 42′ N, 147° 12′ O / 49.7°N,147.2°O \| 48 km \| \| N \| 47° 12′ N, 150° 48′ O / 47.2°N,150.8°O \| 26 km \| \| Q \| 48° 36′ N, 152° 18′ O / 48.6°N,152.3°O \| 35 km \| \| R \| 48° 36′ N, 154° 42′ O / 48.6°N,154.7°O \| 23 km \| \| S \| 49° 06′ N, 154° 54′ O / 49.1°N,154.9°O \| 67 km \| \| U \| 50° 24′ N, 154° 42′ O / 50.4°N,154.7°O \| 30 km \| \| X \| 53° 36′ N, 152° 12′ O / 53.6°N,152.2°O \| 26 km \| \| Y \| 53° 06′ N, 150° 24′ O / 53.1°N,150.4°O \| 46 km \| |          |
| Paraskevopoulos | Coordenades | Diàmetre |
| E               | 50° 36′ N, 149° 24′ O / 50.6°N,149.4°O | 24 km    |
| H               | 49° 42′ N, 147° 12′ O / 49.7°N,147.2°O | 48 km    |
| N               | 47° 12′ N, 150° 48′ O / 47.2°N,150.8°O | 26 km    |
| Q               | 48° 36′ N, 152° 18′ O / 48.6°N,152.3°O | 35 km    |
| R               | 48° 36′ N, 154° 42′ O / 48.6°N,154.7°O | 23 km    |
| S               | 49° 06′ N, 154° 54′ O / 49.1°N,154.9°O | 67 km    |
| U               | 50° 24′ N, 154° 42′ O / 50.4°N,154.7°O | 30 km    |
| X               | 53° 36′ N, 152° 12′ O / 53.6°N,152.2°O | 26 km    |
| Y               | 53° 06′ N, 150° 24′ O / 53.1°N,150.4°O | 46 km    |